# Rodrigo Escobar
Rodrigo Escobar y Restrepo, född 1935, död 2009, var en colombiansk botaniker och en ledande specialist på orkidéer. Han fick 1996 arten Restrepia escobariana uppkallad efter sig av Carlyle August Luer.
Auktorsnamnet R.Escobar kan användas för Rodrigo Escobar i samband med ett vetenskapligt namn inom botaniken; se Wikipediaartiklar som länkar till auktorsnamnet.

## Publikationer i urval

### Böcker
- Rodrigo Escobar (1990) Native Colombian Orchids Volym 1
- Rodrigo Escobar (1990) Native Colombian Orchids Volym 2
- Rodrigo Escobar (1991) Native Colombian Orchids Volym 3
- Rodrigo Escobar (1992) Native Colombian Orchids Volym 4
- Rodrigo Escobar (1993) Native Colombian Orchids Volym 5
- Rodrigo Escobar (1994) Native Colombian Orchids Volym 6
- Calaway H. Dodson, Rodrigo Escobar (1993) Native Ecuadorian Orchids Volym 1, ISBN 9586380998
- Rodrigo Escobar, Fritz Hamer, Stig Dalström (1994)  Dracularum Thesaurus: eine Monographie der Gattung Dracula, Volume 3. ISBN 0-915279-28-2
- Carlyle A. Luer, Rodrigo Escobar (1996)  Systematics of Restrepia (Orchidaceae). ISBN 0-915279-39-8
- Calaway H. Dodson, Rodrigo Escobar (2004) Native Ecuadorian Orchids, Volume 1. ISBN 958-638-099-8